# Битва при Пуатье (732)
Битва при Пуатье, также известная как Битва при Туре, Битва на дороге Мучеников и в арабских источниках как Битва когорты шахидов (араб. معركة بلاط الشهداء‎, ma‘arakat Balâṭ ash-Shuhadâ’), произошла 10 октября 732 года поблизости от города Тура, недалеко от границы между Франкским королевством и тогда независимой Аквитанией. В битве столкнулись франкские силы под руководством австразийского майордома Карла Мартелла и арабские силы Омейядского Халифата под командованием Абдур-Рахмана ибн Абдаллаха, генерал-губернатора аль-Андалусии. Франки одержали победу, Абдур-Рахман ибн Абдаллах был убит, а Мартелл распространил впоследствии своё влияние дальше на юг. Хроники IX века, трактовавшие исход битвы как знамение Божьего благоволения к Карлу, дали ему прозвание «Молот» (Martellus), возможно, в память Иуды Маккавея («Молотобойца») времён восстания Маккавеев. Детали битвы, включая её точное место и численность сражавшихся, не могут быть установлены из сохранившихся источников; хотя, согласно легенде, франкские войска выиграли битву без кавалерии.
Следуя летописцам, превозносившим Карла Мартелла как радетеля за христианство, историки до XX века характеризовали эту битву как решающий поворот в сопротивлении исламу. «Большая часть историков XVIII и XIX веков, таких как Эдуард Гиббон, видели в Пуатье (Тур) знаменательную битву, отметившую наивысшую точку продвижения мусульман в Европе». Леопольд фон Ранке считал, что «Битва при Пуатье была поворотным пунктом одной из самых важных эпох в истории мира».
Хотя современные историки разделяются во взглядах на роль победы — как уверяли Гиббон и его поколение историков — в спасении христианства и предотвращении покорения Европы исламом, битва заложила основание для доминирования в Европе франков и Каролингской империи в следующем веке. «Установление франкского владычества в Западной Европе оформило судьбу континента и битва при Туре подтвердила это владычество».

## Предыстория
Многие современные историки придерживаются той точки зрения, что битва при Туре была одной из самых кровавых и важных битв за всю историю завоеваний, совершённых Омейядами. Явившись сокрушительным поражением Омейядов, она ускорила их закат, остановив распространение ислама в Европе, утвердив владычество франков и их каролингских властителей как доминирующей европейской династии.
Битве предшествовали 20 лет завоеваний Омейядов в Европе, начавшихся со вторжения в вестготские христианские королевства Пиренейского полуострова в 711 году (Битва при Гвадалете) и распространившихся на территорию Галлии, бывшей провинции Римской империи. Военные кампании Омейядов достигли на севере Аквитании и Бургундии, включая главную битву у Бордо и рейд на Отён. Некоторые историки считают победу Мартелла фактором, остановившим продвижение сил Омейядов на север от Иберийского полуострова и сохранившим христианство в Европе в тот период, когда мусульманское правление поглотило остатки былой Римской империи и Персидской империи. Другие утверждают, что победа лишь ознаменовала разгром захватнических сил, не явившись поворотным моментом в истории.
Точное место битвы при Туре остаётся неизвестным. Сохранившиеся источники, мусульманские и европейские, совпадают в некоторых деталях, но расходятся в других. Большинство историков считают, что две армии встретились в месте слияния рек Клен и Вьенна между Туром и Пуатье. Численность воинов обеих армий неизвестна. Данные из старинных мусульманских источников указывают на численность войск Омейядов в 80 тыс. и более воинов. В своей работе 1999 года Пол К. Дэвис оценивает численность арабских войск в 80 тыс. воинов, а франков в 30 тыс., отмечая, что современные историки оценивают силы армии Омейядов при Туре в 20—80 тыс. человек. Эдуард Шонфилд (отвергая дававшиеся ранее оценки в 60—400 тыс. арабских воинов и 75 тыс. франкских) утверждает, что «оценка войск Омейядов в более чем 50 тысяч воинов (и даже более того у франков) с точки зрения снабжения неправдоподобна». Другой современный военный историк Виктор Дэвис Хансон полагает, что обе армии были примерно равны, располагая примерно 30 тысячами человек. Возможно, современные историки точнее средневековых источников, поскольку современные данные основываются на оценке материально-технических возможностей снабжения такого количества людей и животных. И Дэвис, и Хансон указывают, что обе армии должны были получать снабжение и провизию из близлежащей местности, так как ни одна не обладала эффективной системой хозяйственно-продовольственных складов. Неизвестно, какие потери понесли армии во время битвы, но впоследствии хроники утверждали, что силы Мартелла потеряли около 1500 воинов, в то время как силы Омейядов понесли массовые потери до 37,5 тыс. человек. Однако те же данные о потерях зафиксированы в Liber Pontificalis после победы герцога Эда (Эвдона) Аквитанского в Битве при Тулузе (721). Павел Диакон сообщает в своей Historia Langobardorum (написанной около 785 года), что Liber pontificalis упоминает эти данные в отношении победы Эда при Тулузе (хотя он утверждал, что Карл Мартелл сражался в битве вместе с Эдом), но более поздние авторы, вероятно, «под влиянием Продолжателей Фредегара, приписывали потери сарацин только заслугам Карла Мартелла и битвой, в которой они пали, стала считаться исключительно битва при Пуатье». Vita Pardulfi, написанная в середине VIII века, сообщает, что после битвы силы Абд-эль-Рахмана огнём и грабежом прокладывали себе путь через Лимузен назад в Аль-Андалусию, а значит, они были не настолько разгромлены, как утверждают Продолжатели Фредегара.

### Противники
Вторжение в Испанию и затем в Галлию возглавила династия Омейядов (араб. بنو أمية banū umayya / الأمويون al-umawiyyūn‎ также «Умави»), ставшая первой династией халифов исламской империи после окончания «эпохи четырёх праведных халифов» (Абу Бакра, Умара, Усмана и Али). Вероятно, ко времени битвы при Туре Омейядский халифат обладал самой мощной военной силой в мире. Границы халифата во времена династии Омейядов были значительно расширены. Мусульманские войска прошли по Северной Африке и Персии в конце VII века; силы под командованием Тарика Ибн-Зияда пересекли Гибралтар и установили мусульманское господство на Пиренейском полуострове, в то время как другие армии овладели далёкими землями в Синде, там где находится нынешний Пакистан. Мусульманская империя Омейядов превратилась в огромное государство, повелевавшее самыми разными народами. Она разгромила две самые мощные военные силы — империю Сасанидов, которую поглотила полностью, и Византию, из которой присоединила бо́льшую часть, включая Сирию, Армению и Северную Африку, хотя Лев III Исавр успешно защитил Анатолию в битве при Акронионе (739) во время последней кампании династии Омейядов.
Франкское королевство под властью Карла Мартелла было главной военной силой Западной Европы. Оно включало в себя большую часть сегодняшней Франции (Австразию, Нейстрию и Бургундию), значительные части Западной Германии и Нидерландов. Франкское королевство начало двигаться по пути превращения в главную имперскую державу Западной Европы со времён падения Римской империи, одновременно борясь как против внешних врагов, например саксонцев и фризов, так и внутренних противников, таких как Эд Великий, герцог Аквитанский.

### Мусульманские завоевания в Галлии

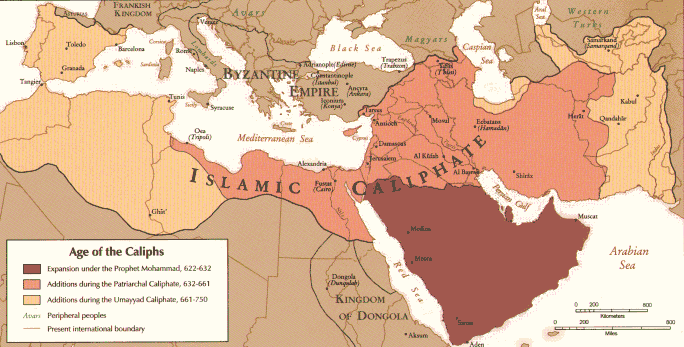
Карта «Век Халифов», земли под властью Омейядов от Ближнего Востока до Пиренейского полуострова, включая порт Нарбонну

Франкское государство

Войска Омейядов под командованием Аль-Самха ибн Малика, правителя аль-Андалусии, захватили Септиманию к 719 году. В 720 году Аль-Самх избрал своей столицей Нарбонну, которую мавры называли Арбу-на. Обезопасив порт Нарбонны, мавры быстро захватили в основном не оказывавшие сопротивления города Але, Безье, Агд, Лодев, Магелон и Ним, всё ещё находившиеся под контролем своих визиготских графов.
Ход кампании в Аквитании временно затормозился после битвы при Тулузе (721), когда герцог Эд Аквитанский снял арабскую осаду Тулузы, застав армию Аль-Самха ибн Малика врасплох и смертельно ранив самого полководца. Это поражение не остановило наступления на Галлию и арабские силы, крепко утвердившиеся в Нарбонне и легко получавшие снабжение по морю, направили свой удар на север, проникнув до самого Отёна в Бургундии в 725 году.
Находясь под угрозой со стороны Омейядов с юга и франков с севера, герцог Эд в 730 году вступил в союз с берберским эмиром Утманом ибн Наиссой, которого франки называли Мунуза, вице-губернатором земель, которые впоследствии стали называться Каталонией. Для укрепления союза в жёны Мунузе была отдана дочь Эда Лампагия и арабские набеги через Пиренеи на южной границе владений Эда прекратились.
Однако в следующем году Утман ибн Наисса восстал против правителя аль-Андалусии Абд аль-Рахмана, который быстро расправился с мятежом и направил своё внимание против Эда. Абд аль-Рахман привёл огромные силы арабской тяжёлой кавалерии и берберской лёгкой кавалерии, а также войска из всех провинций халифата, стремясь захватить Европу к северу от Пиренеев. По словам одного неназванного арабского очевидца, «Эта армия прошла везде, подобно разрушительной буре». Герцог Эд (некоторыми называемый королём) собрал свою армию в Бордо, но был разбит, а Бордо был разграблен. Побоище христиан в битве при реке Гаронне было ужасным; в «Мосарабской хронике 754 года» говорилось: «Solus Deus numerum morientium vel pereuntium recognoscat», («Один бог знает счёт убитым»). Затем омейядские конники полностью опустошили эту область Галлии, их собственные летописи говорили так: «Правоверные пронеслись через горы, проскакали через холмы и равнины, ворвались в глубину франкских земель и поразили всех мечом, так что сам Эд, когда явился биться с ними на Гаронне, бежал».

### Призыв Эда Аквитанского к франкам
Эд Аквитанский обратился к франкам за помощью, которую Карл Мартелл предоставил только после согласия Эда признать верховенство франков.
Видимо, арабы не были знакомы с истинной мощью франков. Их не слишком заботили германские племена, включая франков, и арабские хроники, исторические документы того времени, свидетельствуют о том, что о франках заговорили как о растущей военной силе лишь после битвы при Туре.
Кроме того, арабы не произвели разведку на севере в поисках возможных врагов, поскольку если бы это было не так, то они непременно обратили бы внимание на Карла Мартелла как на силу, с которой необходимо считаться, так как он уверенно господствовал в Европе с 717 года. Это могло бы предупредить их о том, что из пепла Западной Римской империи восстала реальная сила под командованием талантливого полководца.

### Продвижение к Луаре
В 732 году передовые отряды арабов продвинулись на север в направлении Луары, далеко оторвавшись от обоза и основной части армии. По существу, легко подавив всякое сопротивление в этой области Галлии, армия вторжения разбилась на несколько грабительствующих частей, в то время как главные силы продвигались медленнее.
Вероятно, нападение мавров произошло так поздно потому, что люди и лошади были вынуждены питаться тем, что давала им земля по мере продвижения; таким образом, им приходилось ждать, пока созреет пшеница, а затем пока она будет сжата, обмолочена (медленно, ручными цепами) и запасена в достаточном количестве. Чем дальше на север, тем позднее созревает урожай, притом что, хотя люди могли убивать в пищу скот, лошади не едят мяса и нуждаются в зерне. 
С военной точки зрения довольно просто объяснить, почему Эд Аквитанский был так легко разгромлен у Бордо и в битве при Гаронне после победы в битве при Тулузе 11 годами раньше. Под Тулузой Эду удалось внезапно атаковать излишне самоуверенного и неподготовленного противника, у которого все оборонительные сооружения были направлены внутрь, в то время как Эд атаковал снаружи. Силы арабов состояли в основном из пехоты, а имевшуюся у них немногочисленную кавалерию не успели мобилизовать. Как писал Герман из Каринтии в одном из своих переводов аль-андалусской истории, Эду удалось осуществить успешное окружение, которое застало осаждающих врасплох, в результате чего мусульманские силы были разгромлены.
Однако и в Бордо, и в битве у Гаронны силы арабов состояли в основном из кавалерии, а не из пехоты, их не удалось захватить врасплох, и, получив возможность построиться для битвы, они уничтожили армию Эда, перебив почти всех его воинов при минимальных потерях у мусульман. В снаряжении всадников Эда, как и в других европейских армиях того времени, отсутствовали стремена, поэтому у них не было тяжёлой кавалерии. Его войско практически целиком составляла пехота. Тяжёлая кавалерия арабов разбила христианских пехотинцев в первом же натиске, а затем перебила их, когда те смешались и бросились в бегство.
Затем войска захватчиков продолжили разорять южную Галлию. Согласно второму продолжателю Фредегара, вероятной причиной было богатство турского аббатства святого Мартина, самой почитаемой святыни в Западной Европе того времени. Услышав об этом, майордом Австразии Карл Мартелл собрал армию и отправился на юг, избегая старых римских дорог и надеясь захватить мусульман врасплох. Поскольку он намеревался использовать фалангу, ему было необходимо выбрать поле битвы. Успех его плана — найти лесистую возвышенную равнину, построить своих людей и заставить мусульман атаковать — зависел от элемента внезапности.

## Битва

### Подготовка и манёвры
Судя по всему, вторгшаяся армия была захвачена врасплох, встретив многочисленное, изготовившееся к битве войско на своём пути, на возвышении прямо между ними и Туром. Карл достиг внезапности, к которой стремился. Затем он выбрал начало битвы в оборонительном строе, своего рода каре. Согласно арабским источникам, франки построились большим квадратом между деревьями и на подъёме, так чтобы отразить любой натиск конницы.

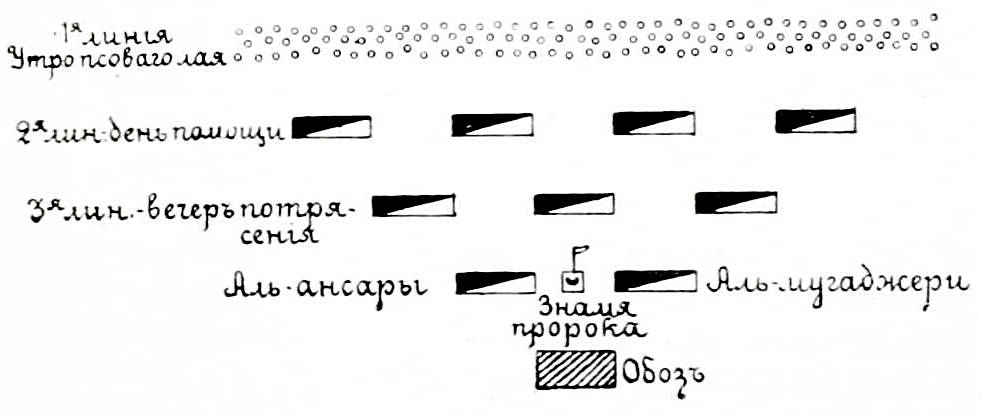
Классический боевой порядок аравитян
Рисунок из статьи «История военного искусства»
(«Военная энциклопедия Сытина»; 1913 год)

В течение семи дней обе армии вели разведку боем, вступая в незначительные стычки. Мавры ожидали прибытия своих главных сил, которые вскоре и подошли, уверенности это им, однако, не прибавило. Абд аль-Рахман, будучи опытным полководцем, тем не менее позволил Мартеллу собрать все свои войска и выбрать место для битвы. Более того, арабам было сложно оценить численность противостоявшего им войска, поскольку Мартелл использовал лес и деревья, чтобы создать впечатление, что его армия больше, чем была на самом деле. Итак, Абд аль-Рахман призвал все свои силы, что позволило ему собрать ещё бо́льшую армию — но это также дало время опытным пехотинцам Мартелла прибыть из отдалённых крепостей по всей Европе. Эта пехота была его главной надеждой на победу. Закалённая в боях, большая часть его армии сражалась под его началом многие годы, некоторые с 717 года. Кроме того, Карл получил подкрепления ополчением, но от него было мало пользы, кроме как для сбора провизии и изматывания мусульман. В отличие от опытного и дисциплинированного регулярного пешего войска, ополчению не доставало обоих этих качеств, потому Мартелл не мог полагаться на него при отражении атак конницы. (На протяжении веков большинство историков были убеждены, что в начале битвы войска мусульман имели двойной перевес в численности). Готовясь к битве, Мартелл поставил всё на карту, уповая на то, что Абд аль-Рахман сочтёт необходимым вступить в битву и проложить путь к разграблению Тура. Никто из них не хотел атаковать — но Абд аль-Рахман чувствовал себя обязанным разграбить Тур, для чего ему пришлось бы буквально пройти через ряды стоявшей перед ним армии франков. Выбор Мартелла оказался решающим, поскольку он вынудил мавров атаковать вверх по склону, преодолевая препятствия рельефа и растительности, что свело на нет естественные преимущества конницы.
Мартелл готовился к этому столкновению с битвы при Тулузе десятилетием раньше. Он прекрасно понимал, что если он потерпит поражение, в Европе не останется более силы, способной защитить Западное христианство. Гиббон, как и другие европейские историки, был уверен, что Мартеллу удалось найти лучший выход из плохой ситуации. Хотя его армия уступала в численности противнику и он мог надеяться только на пехоту, Мартелл располагал закалённым в боях, безоговорочно верившим в него войском. Мартелл добился преимущества в инициативе и избрал поле битвы.
Франки в их волчьих и медвежьих шкурах были хорошо одеты для холодов и имели преимущество в использовании местности. Арабы не были подготовлены к сильным холодам надвигавшейся северной европейской зимы, хотя и имели палатки, отсутствовавшие у франков. Они не хотели атаковать франкскую армию, которую считали численно превосходящей. По сути, арабский полководец хотел выманить франков на открытую местность, в то время как франки, сформировавшие тесный строй на холме среди деревьев, ждали, когда мавры станут подниматься к ним, теряя преимущества конницы. Это была игра в ожидание, которую выиграл Мартелл: битва началась на 7-й день, поскольку Абд аль-Рахман не хотел оттягивать битву бесконечно в свете приближавшейся зимы.

### Сближение

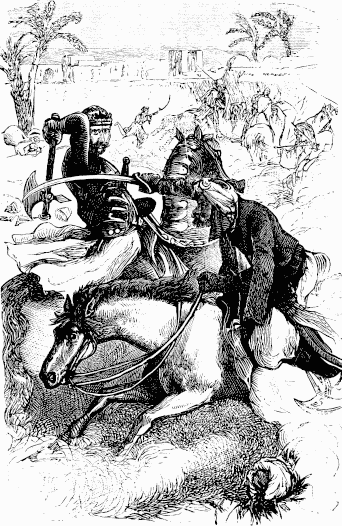
Поединок западного рыцаря с арабским наездником.

Абд аль-Рахман доверял тактическому превосходству своей кавалерии и посылал её в атаку снова и снова. В этот раз вера арабов в свою кавалерию, вооружённую копьями и мечами, которая принесла им победы в предыдущих битвах, была неоправданна.
Дисциплинированные франкские пехотинцы выдержали все атаки, хотя, согласно арабским источникам, арабская кавалерия несколько раз пробивалась внутрь франкского квадрата. «Мусульманские всадники бросались часто и яростно на батальоны франкских солдат, которые стояли мужественно, и многие пали с обеих сторон».
Несмотря на это, франки не дрогнули. Воины Мартелла добились того, что считалось невозможным в то время: пехота победила яростную омейядскую кавалерию. Пол Дэвис говорит, что ядром армии Мартелла была профессиональная пехота, одновременно и отлично дисциплинированная, и высоко мотивированная, «прошедшая с ним сражения по всей Европе», подкреплённая ополченцами, которых Мартелл использовал, чтобы держать Омейядов в напряжении и добывать пищу для пехоты. Мосарабская хроника 754 года гласит: «И в громе сражения люди Севера казались морем, которое невозможно сдвинуть. Твёрдо они стояли, плечом к плечу, выстроившись, как глыба льда; и сильными ударами своих мечей они разили арабов. Собравшись толпой вокруг своего вождя, люди Австразии отражали всё перед собой. Их неутомимые руки пронзали мечами груди врагов».

### Перелом битвы
Те арабские войска, которые прорвались внутрь фаланги, пытались убить Мартелла, но вассалы окружили его и не расступались. Битва была в самом разгаре, когда, как утверждают франкские историки, по арабским войскам разнёсся слух, что франкские разведчики угрожают обозу с захваченными в Бордо трофеями. Часть арабских воинов немедленно оставила сражение, чтобы вернуться в лагерь и охранять свою добычу. Согласно мусульманским источникам, в разгар второго дня битвы (по франкским источникам, она продолжалась только один день), посланные Карлом разведчики начали грабить лагерь и обоз (включая рабов и награбленную добычу).
По всей видимости, Карл отправил разведчиков, чтобы посеять хаос в главном лагере мавров и освободить максимально возможное количество рабов, надеясь расколоть ряды противника. Это ему удалось, поскольку многие арабские конники вернулись в лагерь. В глазах остальной мусульманской армии это выглядело полномасштабным отступлением, и скоро оно и в самом деле стало таковым. И западные и арабские хроники сходятся в том, что, пытаясь остановить бегство, Абд аль-Рахман оказался в окружении, что и привело к его гибели, а остальные мусульманские войска вернулись в лагерь. «Все воины бежали перед лицом врага, — откровенно писал один арабский источник, — и многие пали в этом бегстве». Франки восстановили свою фалангу и провели ночь в отдыхе, уверенные, что с рассветом битва возобновится.

### На следующий день
На следующий день, когда мавры не явились на поле битвы, франки заподозрили засаду. Поначалу Карл был уверен, что мусульмане хотят выманить его с холма на открытую низину. Этой тактики, как было ему известно, он должен был избегать любой ценой; фактически он потратил годы, чтобы обучить свои войска ни при каких обстоятельствах не ломать строй и не выходить на открытую местность. Только после рекогносцировки воинами франкской армии лагеря мавров, — который был так поспешно оставлен, что, согласно арабским и франкским летописям, арабы побросали палатки и направились обратно на Пиренейский полуостров, прихватив всю добычу, которую могли унести, — стало ясно, что под покровом ночи мусульмане отступили.
Принимая во внимание неравенство армий — преимущественно пехотной франкской против берберской кавалерии и арабских конников в латах и кольчугах (у берберов было не такое тяжёлое снаряжение) — Карл Мартелл одержал блестящую победу в обороне. Он сам выбрал место и время битвы и разгромил превосходящие силы неприятеля.

### Сообщения современников
Мосарабская хроника 754 года «описывает битву в бо́льших деталях, чем любые латинские или арабские источники». В ней, в частности, говорится следующее:

Когда Абд аль-Рахман преследовал Эвдона, он решил разорить Тур, разрушая дворцы и сжигая церкви. Там он столкнулся с консулом Австразии по имени Карл Мартелл, который, с юности проявив себя искусным воином, был призван Эвдоном. После того как обе стороны досаждали друг другу налётами в течение семи дней, они наконец построили свои порядки и яростно сразились. Северяне стояли неподвижно, как стена, держась друг за друга, подобно леднику в северных горах. В мгновение ока они мечами уничтожили арабов. Австразийцы, превосходя числом и вооружением, обнаружили правителя Абд аль-Рахмана и убили его ударом в грудь. Но внезапно, завидев неисчислимые палатки арабов, франки презренно вложили мечи в ножны и отложили битву на следующий день, поскольку ночь спустилась за время битвы. Поднимаясь из своего лагеря на рассвете, европейцы видели палатки и шатры арабов, расположенные в точности, как днём раньше. Не зная, что они пусты, и думая, что внутри готовые к битвы силы сарацинов, они послали офицеров на разведку и обнаружили, что все силы исмаилитов бежали. И действительно, они бежали под покровом ночи тесным строем и вернулись в свою страну.
— Вольф (перевод), Хроника 754 года, с. 145
Отчёт об итоге битвы, стилизованный окружением Карла Мартелла для четвёртой книги хроники продолжателей Фредегара:

Принц Карл смело повёл свои ряды против них [мавров], и воин бросился на них. С Христовой помощью он опрокинул их палатки и поспешил стереть их с лица земли. Поскольку был убит король Абдирама, он уничтожил [их], послав армию вперёд, он сразился и победил. Таков был триумф победителя над его врагами.
— Фуракр, Продолжатели Фредегара, с. 149
Этот источник затем уточняет, что «он [Карл Мартелл] сошёл на них, как великий воитель» и, далее, «развеял их, как солому».
Считается, что принадлежащая Беде Достопочтенному Historia Ecclesiastica Gentis Anglorum (Глава XXIII), содержит упоминание о битве при Пуатье: «…зловредная сарацинская чума разоряла Францию прискорбным кровопролитием, но вскоре в той стране они получили по заслугам за своё бесчинство».

### Стратегический анализ
Абд аль-Рахман был хорошим полководцем, но он не сумел сделать двух вещей. Гиббон ставит во главу угла то, что он не сразу пошёл против Карла Мартелла, и тот захватил его врасплох у Тура, так как направился через горы, избегая дорог, чтобы достигнуть эффекта внезапности. Таким образом хитроумный Мартелл сам выбрал время и место столкновения двух сил:
- Абд аль-Рахман либо надеялся, что франки не придут на помощь своим аквитанским соперникам, либо не беспокоился об этом и таким образом не смог правильно оценить противостоящие ему силы до вторжения.
- Он не разведал передвижения франкской армии и Карла Мартелла.

Если бы он предпринял хотя бы один из этих шагов, ему удалось бы удержать свою лёгкую конницу от разорения южной Галлии и сразу же всеми силами пойти против франков. Эта стратегия нейтрализовала бы все преимущества, которые Карл имел в битве при Туре:
- Захватчиков не отягощала бы добыча, сыгравшая столь роковую роль в битве.
- Они не потеряли бы ни одного воина в боях, которые вели до Тура (хотя при захвате Аквитании они понесли незначительные потери, тем не менее эти потери могли решить исход битвы при Туре).
- Они могли бы обойти таких не самых сильных противников, как Эд Аквитанский, которых они могли бы разбить потом в удобное время, обретя реальную силу в Европе и хотя бы отчасти выбрав поле битвы.

Хотя, по мнению некоторых военных историков, оставлять врага у себя в тылу не очень разумно, монголы доказали, что непрямая атака и уклонение от боёв со слабыми противниками, чтобы сначала уничтожить сильных, даёт вторжению сокрушительный эффект. В рассматриваемом случае эти слабые противники практически не представляли опасности, принимая во внимание ту лёгкость, с которой разбили их мусульманские войска. Реальной угрозой был Карл и то, что мусульмане не позаботились разведать обстановку в Галлии, привело их к катастрофе.
Как считает историк Эдвард Кризи, со стратегической точки зрения для мусульман было бы самым разумным отказаться от битвы, возвратиться назад с добычей, выставить гарнизоны в захваченных городах Западной Галлии и вернуться в тот момент, когда они могли бы встретиться с Мартеллом на более удобном для них поле битвы, где возможно было бы реализовать огромное преимущество тяжёлой конницы. Кроме того, всё могло сложиться иначе, если бы мусульманские силы не вышли из-под контроля. И западные, и арабские историки соглашаются в том, что битва была ожесточённой и что тяжёлая конница арабов прорвала фалангу, но при этом франкам удалось удержать строй.
Карл не мог сидеть сложа руки, когда землям франков грозила беда. Рано или поздно ему пришлось бы столкнуться с армией Омейядов. Его люди были взбешены полным разорением Аквитании и рвались в бой. Но Кризи отмечает, что
если мы вспомним отсутствие у Карла регулярной армии и независимый дух франкских воинов, следовавших за его знаменем, кажется наиболее вероятным, что не в его власти было выбрать осторожную тактику наблюдения за захватчиком и изматывание неприятельских сил промедлением. Так ужасны и массовы были грабительские набеги лёгкой сарацинской конницы по Галлии, что, по всей видимости, невозможно было бы сколько-нибудь долго сдерживать негодующий пыл франков. И даже если бы Карл сумел убедить своих людей покорно взирать на то, как арабы берут города и опустошают всё новые области, он не смог бы сохранить сплочённую армию после того, как истёк бы обычный для военной экспедиции срок.
Генри Галлам и Уильям Уотсон утверждают, что если бы Мартелл проиграл, то в Западной Европе не осталось бы военной силы, способной её защитить. Возможно, Галлам выразил эту мысль лучше всех: «Её [битву при Туре] можно с уверенностью поставить в ряд с теми немногими сражениями, противоположный исход которых изменил бы драму мировой истории во всех её последующих актах: с битвами при Марафоне, Гавгамелах, Метавре, Шалоне и под Лейпцигом».
Стратегически и тактически Мартелл принял наилучшее решение из возможных, дождавшись того момента, когда враг менее всего ожидал его вмешательства, и подойдя скрытно, чтобы застать врага врасплох на выбранном поле битвы. Вероятно, и он сам, и его люди не понимали важности битвы, которую только что выиграли; как говорит Мэтью Беннет с соавторами в «Средневековой технике сражений» (2005), «немногие битвы запоминаются на 1000 лет… Но битва при Туре является исключением… Карл Мартелл повернул вспять вторжение мусульман, которые могли захватить Галлию, если бы не были остановлены».

## Последствия

### Отступление мавров и второе вторжение
Армия арабов откатилась на юг за Пиренеи. В последующие годы Мартелл продолжил их изгнание из Франции. После смерти Эда Аквитанского (ок. 735 г.), который неохотно признал сюзеренитет Мартелла в 719 году, Карл решил присоединить герцогство Эда к своим землям и отправился туда, чтобы собрать с аквитанцев причитавшуюся ему дань. Но знать провозгласила герцогом сына Эда Гунольда, и Карл признал его законные права в следующем году, когда арабы вторглись в Прованс как союзники герцога Мавронтия. У Гунольда, который сначала не желал признавать Карла верховным властителем, вскоре не осталось иного выбора. Он признал верховенство Карла, Мартелл подтвердил его права на герцогство, и оба стали готовиться к встрече с захватчиками. Мартелл был уверен в том, что арабов необходимо удержать на Пиренейском полуострове и не дать им закрепиться в Галлии, и это мнение разделяют многие историки. Поэтому сразу же отправился на захватчиков, разгромил одну армию под Арлем, взяв его штурмом и разорив, и разбил главные силы неприятеля в Битве при реке Берр под Нарбонной.

### Продвижение к Нарбонне
Несмотря на это, Омейяды продолжали владеть Нарбонной и Септиманией ещё 27 лет, хотя продвинуться дальше не смогли. Они строго соблюдали заключённые с местным населением договоры, которые были подтверждены в 734 году, когда правитель Нарбонны Юсуф ибн Абд ар-Рахман аль-Фихри заключил соглашения с несколькими городами о совместной обороне от посягательств Карла Мартелла, который систематически подчинял себе юг в ходе расширения своих владений. Он уничтожил армии и крепости мавров в битвах при Авиньоне и Ниме. Армия, пытавшаяся снять осаду с Нарбонны, встретила его лицом к лицу в Битве при реке Берр и была уничтожена, но Карлу не удалось взять Нарбонну штурмом в 737 году, когда город совместно защищали арабы, берберы и горожане-визиготы.

### Династия Каролингов
Не желая связывать свою армию осадой, которая могла продолжаться годы, и считая, что не перенесёт потерь при фронтальном ударе всеми силами, как было при Арле, Мартелл удовольствовался тем, что изолировал немногих захватчиков в Нарбонне и Септимании. После поражения мавров при Нарбонне угроза вторжения ослабла, а в 750 году объединённый халифат погрузился в пучину гражданской войны в битве при Забе. Сыну Карла Пипину Короткому выпала задача добиться сдачи Нарбонны в 759 году и присоединить её к франкскому королевству. Династия Омейядов была изгнана в аль-Андалусию, где Абд ар-Рахман I установил Кордовский эмират в противовес Аббасидскому халифату в Багдаде. Кроме того, тяжёлая арабская кавалерия уже не представляла такой угрозы, поскольку христиане скопировали арабский образец и создали подобные войска, из которых выросла знакомая фигура европейского рыцаря в латах.
Внук Мартелла Карл Великий стал первым христианским государем, который начал то, что впоследствии получило название Реконкисты. На северо-востоке Испании за Пиренеями, на территории нынешней Каталонии, он учредил Испанскую марку, отвоевав Жирону в 785 и Барселону в 801 году, чем создал буферную зону между собой и мусульманскими землями к югу от Пиренеев. Историк Джон М. Робертс в 1993 году написал о династии Каролингов:
«Она произвела на свет Карла Мартелла, воина, который повернул вспять арабов у Тура, и сподвижника святого Бонифация, крестителя Германии. Это немаловажный двойной след, оставленный им в истории Европы».

## Последнее вторжение мавров в Галлию
В 735 году новый правитель Андалусии снова вторгся в Галлию. Антонио Сантосуоссо и другие историки описывают, как андалусский правитель Укба ибн аль-Хаджадж снова двинулся во Францию, чтобы отомстить за поражение у Пуатье и распространить ислам. Сантосуоссо отмечает, что Укба ибн аль-Хаджадж обратил в ислам около 2 тыс. христиан, которых захватил за свою жизнь. В последней попытке вторгнуться в Галлию он собрал в Сарагосе значительную армию, которая в 735 году вошла на земли, ныне принадлежащие Франции, пересекла Рону и захватила и разграбила Арль. Оттуда он ударил в самое сердце Прованса и занял Авиньон, несмотря на оказанное ему сильное сопротивление. Силы Укбы ибн аль-Хаджаджа оставались на франкской территории ещё около четырёх лет, дойдя до Лиона, Бургундии и Пьемонта.
Карл Мартелл снова поспешил на помощь и возвратил большую часть потерянных территорий в кампаниях 736 и 739 года, кроме Нарбонны, которая окончательно пала только в 759 году. Алессандро Сантосуоссо утверждает, что вторая арабская экспедиция представляла бо́льшую опасность, чем первая. Провал второй экспедиции положил конец любым серьёзным попыткам мусульман проникнуть за Пиренеи, хотя отдельные набеги продолжались. Планы дальнейших крупномасштабных наступлений были сорваны из-за внутренних раздоров на землях Омейядов, которые часто создавали себе врагов из своих же соотечественников.

## Исторические и макроисторические взгляды
Исторические взгляды на эту битву как на Востоке, так и в особенности на Западе, делятся на три основные группы. Западные историки, начиная с Мосарабской хроники 754 года, подчёркивали макроисторическое влияние битвы, как, например, Продолжатели Фредегара. Высказывалось мнение, что Карл Мартелл фактически спас христианство, а Гиббон и его поколение историков полагали, что битва при Туре, безусловно, явилась решающей для истории.
Современные историки по существу разбились по данному вопросу на два лагеря. Первый лагерь в основном соглашается с Гиббоном, тогда как второй утверждает, что значение битвы существенно переоценено: она превращена из набега крупными силами в нашествие, а её исход — из простого раздражителя для халифата в сокрушительный разгром, закончивший эпоху мусульманских завоеваний. Однако в первый лагерь, разделяющий мнение о макроисторической важности битвы, также входят учёные, придерживающиеся умеренных взглядов на значение битвы и не разделяющие эффектную риторику Гиббона. Наиболее ярким представителем этой школы является Уильям Уотсон, который считает, что битва имела макроисторическую важность, как будет более подробно рассмотрено ниже, но анализирует её с военной, культурной и политической точек зрения, а не рассматривает её с классической точки зрения «мусульманско-христианской» конфронтации.
Арабские историки на Востоке шли по схожему пути. Сначала битва считалась катастрофическим поражением, затем это мнение постепенно исчезло из арабских хроник и в настоящее время свелось к дебатам о том, было ли это второстепенное поражение на фоне провала второй осады Константинополя, или одно из ряда макроисторических поражений, приведших к окончательному падению халифата. По существу, многие современные мусульманские учёные утверждают, что Омейядский халифат был джихадистским государством, которое не смогло устоять после окончания экспансии. Когда Византия и франки положили преграду дальнейшему расширению, на первое место вышли внутренние социальные проблемы, начиная с восстания берберов в 740 году и заканчивая битвой при Забе и падением Омейядского халифата в 750 году.

### В Западной истории
Первая волна настоящих историков новейшего времени, особенно изучавших Рим и средневековье, таких как Эдуард Гиббон, утверждали, что если бы Мартелл пал, Омейядский халифат легко захватил бы разделённую Европу. Известно высказывание Гиббона:
Победоносный поход длиной в тысячу миль дошёл от Гибралтарской скалы до берегов Луары; его повторение на такое же расстояние привело бы сарацин на равнины Польши и высокогорья Шотландии; Рейн ничуть не более непреодолим, чем Нил или Евфрат, и арабский флот мог легко войти в устье Темзы без морской битвы. Возможно, сейчас бы в Оксфорде преподавали толкование Корана, а с его кафедр обрезанным мусульманам демонстрировали истинность и святость и откровения Магомета.
Гиббон был не одинок, восхваляя Мартелла как спасителя христианства и западной цивилизации. Герберт Уэллс в своей работе «Краткая история мира» (глава XLV «Развитие латинского христианства») сказал:
Когда мусульмане пересекли Пиренеи в 720 году, они обнаружили, что этим франкским королевством практически управляет майордом выродившегося потомка Хлодвига Карл Мартелл, который и нанёс им решительное поражение при Пуатье в (732) году. Этот Карл Мартелл был практически всевластным повелителем Европы к северу от Альп от Испании до Венгрии. Он повелевал множеством вассальных властелинов, говоривших на франкском диалекте латыни, а также и верхне- и нижненемецком языках.
Век спустя Гиббону вторит бельгийский историк Годфруа Курт, который писал, что битва при Пуатье «должна навсегда остаться в числе важнейших событий мировой истории, поскольку от её исхода зависело, сохранилась бы христианская цивилизация или во всей Европе возобладал бы ислам».
Немецкие историки наиболее страстно превозносили роль Мартелла. Шлегель рассуждает об этой «величественной победе» и далее говорит, что «сила Карла Мартелла спасла и избавила христианские народы Запада от смертельной хватки всеразрушающего ислама». Кризи цитирует мнение Леопольда фон Ранке, говорившего, что этот период был
одной из важнейших эпох в истории мира, началом восьмого века, когда, с одной стороны, ислам угрожал распространиться на Италию и Галлию, а с другой, древнее идолопоклонство Саксонии и Фрисландии снова прокладывало себе путь через Рейн. Перед лицом этой опасности для христианских установлений молодой правитель германского народа Карл Мартелл поднялся как их заступник, поддержал их со всей силой, которой требует самозащита, и в конце концов распространил их в новых землях
.
Немецкий военный историк Ганс Дельбрук сказал об этой битве: «В истории мира не было более важного сражения» (Вторжения варваров, с. 441.). Если бы Мартелл пал, утверждал Генри Галлам, не было бы ни Карла Великого, ни Священной Римской империи, ни Папской области; все зависело от того, удастся ли Мартеллу сдержать распространение ислама в Европе, пока халифат был сплочён и способен осуществить такое завоевание. Другой великий историк — Томас Арнольд — оценивал победу Карла Мартелла даже выше, чем победу Арминия, по её влиянию на всю современную историю: «Победа Карла Мартелла при Туре была одним из тех знаменательных избавлений, которые веками влияли на счастье человечества». Британский историк Г. Л. М. Стросс в книге Мусульмане и франки; или Карл Мартелл и спасение Европы сказал: «Он завоевал решительную и окончательную победу, развернул вспять поток арабских завоеваний, и Европа была спасена от угрозы сарацинского ига» (с. 122).
Британский военный историк Чарльз Оман в своей Истории искусства войны в средние века, приходит к выводу, что
у Пуатье франки сражались так, как два века назад они сражались у Касилина, одной сплочённой массой, не ломая рядов и не пытаясь маневрировать. Они одержали победу чисто оборонительной тактикой пехотного каре; фанатичные арабы, бросаясь на них раз за разом, были разбиты в пух и прах и в конце концов бежали под покровом ночи. Но погони не было, поскольку Карл не позволил своим людям и шагу ступить из строя, чтобы преследовать разбитого врага [I, 58].
Американский историк Джон Хаарен в «Великих людях средневековья» говорит: «Битва при Туре, или Пуатье, как её следовало бы называть, считается одной из решающих битв в мире. Она определила, что христиане, а не мусульмане, должны править Европой. Карла Мартелла особенно превозносят как героя этой битвы». Ирландский историк Джон Багнелл Бери писал в начале XX века: «Битву при Туре <…> часто изображают событием первой величины в мировой истории, поскольку после неё проникновению ислама в Европу было окончательно положен конец».
Но, как мы увидим ниже, мнение сегодняшних историков о значении битвы и том месте, которое она должна занимать в ряду важнейших исторических сражений, явно разделились.

### В мусульманской истории
Восточные историки, как и их западные коллеги, не всегда соглашались по поводу важности битвы. По мнению Бернарда Льюиса, «Арабские историки, если и упоминали это сражение <битву при Туре>, то представляли её лишь незначительной стычкой»; а Густав фон Грюнебаум пишет: «Это поражение могло быть важным с точки зрения европейцев, но для мусульман в то время, которые не видели в нём серьёзной угрозы единому плану, оно не имело особого значения».
Тогдашних арабских и мусульманских историков и летописцев намного больше интересовала вторая осада Константинополя Омейядами в 718 году, закончившаяся катастрофическим поражением.
Однако Кризи утверждал: «Краеугольная важность битвы при Туре в глазах мусульман подтверждается не только такими выражениями, как „смертельная схватка“ и „позорный конец“, которые постоянно употребляли их [арабские] авторы, говоря о ней, но и тем фактом, что больше не делалось никаких серьёзных попыток завоевать земли к северу от Пиренеев».
Марокканский автор XIII века ибн Идари аль-Марракуши упоминает эту битву в своей истории Магриба «Аль-Баян аль-Мугриб фи Акбар аль-Магриб». Согласно ибн Идари, «Абд ар-Рахман и многие его люди нашли мученическую смерть на балат аш-Шуадаи (пути мучеников)». Антонио Сантосуоссо отмечает в своей книге «Варвары, мародёры и неверные: обычаи средневековых войн» на с. 126: «Они [мусульмане] называли место сражения — дорогу между Пуатье и Туром — „мостовой мучеников“». Однако, как пояснял Генри Коппе, «Такое же название было дано битве при Тулузе и применялось ко многим другим полям битв, где мусульмане потерпели поражение: они всегда были мучениками за веру».
Американский историк Халид Яхья Бланкиншип утверждал, что военное поражение при Туре было одной из тех неудач, которые привели к упадку Омейядского халифата: «Растянувшись от Марокко до Китая, Омейядский халифат основывал свой успех и расширение на доктрине джихада — вооружённой борьбы за захват всей земли во славу Господа, борьбы, приносившей заметный успех в течение века, но внезапно остановившейся, за чем последовало падение правящей династии Омейядов в 750 году от рождества Христова. Конец джихадистского государства впервые продемонстрировал, что причиной этого падения явился не просто внутренний конфликт, как утверждалось, но целый ряд одновременных внешних факторов, которые превышали возможности халифата реагировать на них. Эти внешние факторы начались с сокрушительных военных поражений при второй осаде Константинополя (в 717—718 годах), Тулузе (в 721 году), Пуатье (в 732 году) и привели к Великому восстанию мусульманских берберов в 740 году в Иберии и Северной Африке».

## Современные исторические дебаты о макроисторическом значении битвы при Туре
Некоторые историки наших дней утверждают, что битва при Туре не имела особого исторического значения, тогда как другие настаивают на том, что победа Мартелла оказала важное влияние на европейскую и даже мировую историю.

### Доводы в поддержку важности битвы как события мирового значения
Уильям Уотсон решительно поддерживает взгляд на битву как на макроисторическое событие, но дистанцируется от риторики Гиббона и Друбека, когда, в частности, писал в 1993 году о значении битвы для франкской и мировой истории:
Очевидно, существуют основания оценивать битву при Туре-Пуатье как одно из важнейших событий франкской истории, если принять во внимание результат битвы в свете примечательных данных об успешном установлении мусульманами исламского политического и культурного господства вдоль всей южной и восточной границы христианского мира, бывшей Римской империи. Быстрый захват мусульманами Палестины, Сирии, Египта и североафриканского побережья до Марокко в VII веке привёл к долговременному и насильственному внедрению мусульманской культуры на бывшей христианской и в основном неарабской почве. Визиготские королевства пали к ногам мусульман в одной только битве у реки Барбате в 711 году, и христианской Испании понадобилось семь долгих веков, чтобы вернуть себе власть над Иберийским полуостровом. Реконкиста, конечно, завершилась в 1492 году, лишь за несколько месяцев до того, как Колумб получил официальную поддержку для своего судьбоносного путешествия через Атлантический океан. Если бы Карла Мартелла у Пуатье постигла бы судьба короля Родериха у реки Барбате, сомнительно что «ленивый» суверен Меровингского королевства смог бы впоследствии добиться того, что не удалось его талантливому майордому. Более того, поскольку Карл был родоначальником франкской династии Каролингов и дедом Карла Великого, можно с уверенностью сказать, что история Запада пошла бы совершенно другой дорогой, если бы Абд ар-Рахман вышел победителем из битвы при Туре-Пуатье в 732 году.
Уотсон добавляет: «Изучив мотивы мусульманского стремления на север от Пиренеев, можно придать историческую важность столкновению между франками и андалусскими мусульманами при Туре-Пуатье, особенно если принять во внимание роль, отведённую франкам в арабской литературе, и успешную экспансию мусульман в остальных регионах в период средневековья».
Бернард Грюн так оценивает битву в «Расписании истории», переизданной в 2004: «В 732 году победа Карла Мартелла над арабами в битве при Туре разбила волну их нашествия на Запад».
Историк Майкл Грант, профессор гуманитарных наук Эдинбургского университета и автор Истории Рима, причисляет победу при Туре к макроисторическим вехам романской эпохи. Историк Норман Кантор, специализировавшийся на средневековье в Колумбийском и Нью-Йоркском университетах, сказал в 1993 году: «Возможно, правда, что арабы к тому времени истощили свои ресурсы и уже не могли бы завоевать Францию, но разгром [при Туре] в 732 году положил конец их продвижению на север».
Военный историк Роберт Мартин считал битву при Туре «одним из самых решающих сражений всей истории». Кроме того, историк Хью Кеннеди говорит: «Она, безусловно, сыграла важную роль в установлении власти Карла Мартелла и Каролингов во Франции, но также имела серьёзные последствия для мусульманской Испании. Она провозгласила конец экономики „ганима“ (грабежа)».
Военный историк Пол Дэвис утверждал в 1999 году: «Если бы мусульмане одержали победу при Туре, трудно предположить, какой народ Европы мог бы организовать им отпор». Также и Джордж Брюс в своём дополнении к классическому военно-историческому «Словарю битв» Харботтла говорит, что «Карл Мартелл, разбив мусульманскую армию, фактически положил конец попыткам мусульман захватить Западную Европу».
Антонио Сантосуоссо предлагает интересное современное понимание Мартелла, битвы при Туре и последовавшей кампании против сына Рахмана в 736—737. Сантосуоссо убедительно обосновывает то, что все последующие поражения мусульманских армий имели по меньшей мере такое же значение, как и битва при Туре, для защиты западной цивилизации и сохранения западного монашества, так как монастыри были образовательными центрами, которые окончательно вывели Европу из Средневековья. Он также выдвигает веский аргумент на основе изучения арабских историков того периода о том, что это были захватнические армии, посланные халифом не просто ради отмщения за Тур, но и для начала завоевания Западной Европы и присоединения её к Халифату.

### Возражения против признания битвы мироизменяющим событием
Другие историки не согласны с такой оценкой. Алессандро Барберо пишет: «В наше время историки склоняются к тому, чтобы преуменьшать значение битвы при Пуатье, указывая на то, что цель арабских сил, разгромленных Карлом Мартеллом, состояла не в завоевании франкского королевства, а лишь в разграблении богатого монастыря святого Мартина в Туре». Подобным же образом Томаш Мастнак пишет:
Современные историки создали миф, представляющий эту победу так, будто она спасла христианскую Европу от мусульман. Эдуард Гиббон, например, называл Карла Мартелла спасителем христианства, а битву при Пуатье — сражением, изменившим мировую историю... Этот миф дожил до наших дней... Современники битвы, однако, не преувеличивали её значимости. Продолжатели Фредегара, писавшие, вероятно, в середине VIII века, описывали битву как одно из многих сражений между христианами и сарацинами — даже более того, как одну из войн, которые вели франкские правители за добычу и территорию... Один из продолжателей Фредегара изображал битву при Пуатье такой, какой она и была в действительности: эпизодом в борьбе между христианскими князьями в то время, когда Каролинги стремились установить свою власть в Аквитании.
Ливано-американский историк Филип Хитти полагал, что «В реальности на поле сражения при Туре ничего не решилось. Мусульманская волна, уже находившаяся за тысячу миль от своей исходной точки у Гибралтара — не говоря уже о её базе в Аль-Кайраване — уже исчерпала себя и дошла до своего естественного предела».
То мнение, что битва не имела никакой исторической важности, подытожил Франко Кардини, который сказал в книге «Европа и ислам»:
Хотя необходимо осторожно подходить к развенчанию или «демифологизации» сражения, никто более не считает его ключевым. «Миф» о важности этого отдельного военного столкновения дожил до наших дней скорее как клише средств массовой информации, которое сложнее всего искоренить. Хорошо известно, как пропаганда, устроенная франками и папством, прославляла победу, имевшую место на дороге между Туром и Пуатье...
В своём вступлении к «Спутнику читателя о мировой истории» Роберт Коули и Джеффри Паркер подводят итог мнению современных сторонников такого взгляда на битву при Туре: «Изучение военной истории в последние годы претерпело радикальные перемены. Старый подход под барабанную дробь и фанфары уже не годится. Такие факторы, как экономика, снабжение, разведка и технологии, заняли то место, которое раньше отводили только битвам, кампаниям и подсчёту людских потерь. Такие слова, как „стратегия“ и „операция“, приобрели смысл, которого не имели ещё поколение назад. Новые подходы и исследования изменили наше отношение к тому, что раньше казалось самым важным. Например, некоторые сражения, которые Эдвард Кризи перечислил в своей знаменитой книге 1851 года „15 решающих сражений мира“, вряд ли достойны упоминания, и столкновение между мусульманами и христианами в 732 году, когда-то считавшееся переломным событием, теперь низведено до положения массированного набега».

## Заключение
Некоторые современные историки и авторы в других областях соглашаются с Уильямом Уотсоном и продолжают утверждать, что битва явилась одним из поворотных моментов мировой истории. Профессор религии Хьюстон Смит говорит в книге «Мировые религии: великие традиции мудрости»: «Если бы не разгромная победа Карла Мартелла при Пуатье в 732 году, весь западный мир мог бы сегодня быть мусульманским». Историк Роберт Пэйн на стр. 142 своей «Истории ислама» сказал: «Более могущественные мусульмане и распространение ислама стучались в дверь Европы. И распространение ислама было остановлено на дороге между французскими городами Тур и Пуатье, когда он успел только просунуть голову в Европу».
Консервативный военный историк Виктор Дэвис Хансон разделяет его взгляд на макроисторическое значение битвы:
Учёные последнего времени считают, что битва при Пуатье, так плохо запечатлённая в источниках того времени, была не более чем набегом и, таким образом, конструктом западного мифотворчества или что победа мусульман могла быть предпочтительней сохранения франкского господства. Ясно то, что битва при Пуатье ознаменовала общее продолжение успешной защиты Европы [от мусульман]. Окрылённый победой при Пуатье Карл Мартелл продолжал очищать Южную Францию от исламских захватчиков в течение десятилетий, объединять враждующие королевства, закладывая основание империи Каролингов, и обеспечивать наличие готовых и надёжных войск из местных поместий
Пол Дэвис, другой современный историк, который обращается к обеим сторонам дискуссии по поводу того, действительно ли битва определила дальнейшее направление истории, как утверждает Уотсон, или являлась сравнительно малозначащим набегом, как пишет Кардини, говорит: «Спас ли Карл Мартелл Европу для христианства или нет, это повод для споров. Однако в чём нет сомнений, это в том, что его победа обеспечила владычество Галлии в течение более чем века».